# Styrax agrestis
Styrax agrestis är en storaxväxtart som först beskrevs av João de Loureiro, och fick sitt nu gällande namn av George Don jr. Styrax agrestis ingår i släktet Styrax och familjen storaxväxter. Inga underarter finns listade i Catalogue of Life.